# Кьонигсберг
Вижте пояснителната страница за други значения на Кьонигсберг.
Кьонигсберг (на латински: Regiomontum; на немски: Königsberg, пълно име Кьонигсберг-ин-Про́йсен, на немски: Königsberg in Preußen – т.е. Кьонигсберг в Прусия, на руски: Кёнигсберг) е предишното име на днешния Калининград (до 1255 г.: Тувангсте, прус.: Twangste) в периода до преименуването му през 1946 г.
В периода от 1773 до 1945 г. Кьонигсберг е административен център на провинция Източна Прусия.

## Етимология
Средновековният град се формира около замъка, който през 1255 г. е наречен „Кралски връх/планина“ (на латински: Regiomontum, по-сетне Regiomonti; на немски: Königsberg). Всъщност замъкът е наречен в чест на чешкия крал Пржемисъл Отакар II (с решаващата помощ на когото се изгражда). Съществува и алтернативна версия за тълкуване на топонима, че е от готически произход от kuniggs – глава на рода (княз), и berg – бряг.

## Възникване
Градът възниква на хълма на десния бряг по долното течение на река Прегел, на мястото на пруското градче Тувангсте (Твангсте) през януари 1255 г. Известният Кьонигсбергски замък на рицарите от Тевтонския орден е фортпост, командването на който се осъществява от великия магистър Попо фон Остерн, но благодарение на чешкия крал и херцог на Австрия Пршемисъл II Отакар, (чиято войска пристига на помощ на търпящите поражения от местното население рицари), устоява като такъв. Впоследствие рицарите от ордена викат на помощ срещу езичниците полския крал. Първият рицарски замък на мястото е дървен, а през 1257 г. започва изграждането и на тухлен.
През 1260 г., по време на голямото пруско въстание, няколко местни пруски племена обсаждат в замъка на рицарите от Тевтонския орден, но обсадата е неуспешна. Последвалите опити през 1263 и 1273 г. на пруските племена да разрушат замъка също са безуспешни и през следващите години в завладените пруски земи се настаняват германски колонизатори. Последните постепенно се свързват и смесват с местното пруско население, което впоследствие изоставя и забравя езика и културата си и е напълно асимилирано и понемчено. През XVI век в Кьонигсберг прусаците и литовците съставляват около 20% от населението.
Поселението зад стените на замъка, от което идва името Кьонигсберг, има свое общинско право въз основа на кулмското право на заселване. То му е присъдено на 28 февруари 1286 г. от ландмейстера на Прусия Конрад фон Тирберг Младши. През 1300 г. и друго селище в съседство – Любенихт, също получава градски права. По-късно поради близостта си 2-те градчета постепенно се сливат. През 1333 г. започва строеж на градска катедрала, разположена в сърцето на града – на остров Кант (преди Кнайпхоф).

## Историческо развитие
След 13 години военни действия, в периода 1454 – 1466 гг., Тевтонският орден се признава за полски васал и премества столицата си от замъка на Мариенбург в Кьонигсберг. През 1525 г. Великият майстор на Тевтонския орден Албрехт преобразува теократичната държава в светско Херцогство Прусия под властта на Полша и приема титлата херцог. Столица на новата държава става Кьонигсберг.
Преди това през 1523 г. Ханс Вайнрайх със съдействието на бъдещия херцог Албрехт основава в Любенихт първото печатарско ателие с преса в Кьонигсберг, а през 1524 г. излиза изпод пресата и първата печатна книга. Впоследствие печатарската преса съдейства за развитието на градския живот, като печата за нуждите на местните църкви, градски учреждения и институции, а по-късно – и на Кьонигсбергския университет. През 1544 г. в града е открит и университет, по-късно наименуван на херцог Албрехт.
През XVI век градът се превръща във важен център на литовската култура, като първата книга на литовски език е отпечатана в Кьонигсберг. Около 1660 г. в града започва да излиза и вестник. В предходния си своеобразен троен вид, състоящ се от 3 самостоятелни административни единици (всеки от 3-те кьонигсбергски града имал свое кметство, кмет, независими съдилища и пр.), просъществува до 1724 г., когато градът окончателно придобива единен облик. Същата тази година в града е роден Имануел Кант (1724 – 1804).
По време на Седемгодишната война, на 11 януари 1758 г. руските войски навлизат в Кьонигсберг. До 1762 г. градът е част от Руската империя.
През XIX век градът нараства значително и бележи своя истински разцвет. През 1782 г. Кьонигсберг има 31 368 жители, през 1888 г. – 140 909, през 1910 г. – 249 600, а през 1939 г. (в навечерието на Втората световна война) – 373 464 жители. През май 1881 г. в града е открита първата трамвайна линия с конска тяга, като през същата година в Берлин е пуснат електрически трамвай. През май 1895 г. по улиците на града вече се движат първите трамваи, а през 1901 г. градското кметство изкупува всички трамвайни линии (с изключение на линиите Hufen) и пристъпва към тяхната електрификация.
През 1919 г. в Кьонигсберг е открито първото германско гражданско летище, което е сред първите в Европа и света. През 1922 г. е организирана и въздушна съобщителна линия Кьонигсберг – Рига – Москва.
През 20 век градът се разраства и излиза извън отбранителния си пръстен. Около града са издигнати нови железопътни гари, включително и централна жп гара, множество жилищни сгради, цели нови крайградски райони, църкви, административни сгради, издържани в стил Арт Нуво и Баухаус. Особено голям принос за превръщането на града в архитектурен шедьовър имат архитектите Ханс Хоп и Фридрих Хайтман. В града е разкрит традиционен панаир и изложбена зала. Особено внимание се отделя на изграждането на паметници и скулптури, като средновековният градски замък е реконструиран след проведени щателни археологически изследвания и измервания на място.
През 1894 – 1896 г. е издигната и новата градска синагога – истинско произведение на архитектурното изкуство, която в края на Втората световна война е срината до основи от британската бомбардировъчна авиация. По време на жестоките съюзнически бомбардировки на града в периода 1944 – 1945 г. са убити много граждани, опожарен и сринат е целият стар град с многобройните си архитектурни, исторически и други паметници, а замъкът е силно повреден. През април 1945 г. градът, превърнат в бастион, е щурмуван и превзет от Червената армия.
На Потсдамската конференция е решено северната част на германската провинция Източна Прусия с Кьонигсберг да стане част от Съветския съюз. От общо 370 хил. граждани на Райха в града остават само 20 хил. души, като от 1947 до 1949 г. всички немци са прогонени от града, а на тяхно място СССР заселва съветски граждани от вътрешността на страната.
На 4 юли 1946 г., след смъртта на Михаил Иванович Калинин, бившият Кьонигсберг е преименуван на Калининград в негова чест.
След падането на Берлинската стена започва бавно и мъчително възстановяване на спомена с паметниците на някога славния европейски град, дал вяра и култура на Северна Европа, и свързвал в едно Русия и Германия в Европа. Идеята за референдум за възстановяване на Кьонигсбергския замък, сринат през 1967 г. по нареждане на първия секретар на Областния комитет на КПСС Николай Семьонович Коновалов, не е осъществена.

## Известни личности, свързани с Кьонигсберг
Кьонигсберг, отнесен към мащабите си, е уникален с приноса си за световната наука, култура и изкуство. Сред най-известните лица, свързани с града, са:
- първият крал на Прусия Фридрих I;
- Фридрих Велики;
- първият германски император Вилхелм I, който (неслучайно) е коронован в Кьонигсберг;
- Хана Аренд;
- Рихард Вагнер;
- Василий Суворов;
- освободителят на Прусия от Наполеон Михаил Кутузов, който е почетен носител на орден Черен орел;
- първият руски император Петър Велики;
- известният барон Мюнхаузен;
- Ото фон Бисмарк;
- Имануел Кант.